# Metroid Prime: Trilogy
Metroid Prime: Trilogy — це збірка пригодницьких ігор із франшизи Metroid, розроблена Retro Studios і видана Nintendo для Wii. Він містить три ігри з франшизи Metroid: Metroid Prime (2002), Metroid Prime 2: Echoes (2004) і Metroid Prime 3: Corruption (2007).
Prime і Echoes, спочатку були розроблені для GameCube, були оновлені багатьма функціями, вперше реалізованими в Corruption, такими як схема керування на основі Wii Remote та Nunchuk, а також досягнення, що підтримується інтернет-службою WiiConnect24.
Metroid Prime: Trilogy була випущена в Північній Америці в серпні 2009 року, а потім у Європі та Австралії у вересні та жовтні. Він не був випущений в Японії, де порти Prime і Echoes були випущені окремо як частина New Play Control!. У січні 2010 року Nintendo припинила випуск компіляції в Північній Америці та Австралії.
Metroid Prime: Trilogy отримав високу оцінку за нове керування, оновлену презентацію, систему досягненнь і співвідношення ціни та якості. Його було перевипущено у Wii U's Nintendo eShop у січні 2015 року.

## Сюжет
Metroid Prime: Trilogy — це збірка відеоігор, до якої входять Metroid Prime, Metroid Prime 2: Echoes та Metroid Prime 3: Corruption. Перші дві гри спочатку були випущені для GameCube і не мали функції керування рухом. Оновлені версії Prime та Echoes для Wii, які вийшли окремо в Японії в рамках серії New Play Control!, використовують ту саму схему керування, що й у грі Corruption, але з використанням пульта Wii Remote. Здатність Spring Ball, що з'явилася в Corruption, також реалізована в перших двох іграх. Серед інших змін — пришвидшений час завантаження, оновлені текстури, підсвічування цвітіння та підтримка широкоекранного формату 16:9. Однак, в режимі «налобний» дисплей завжди відображається з оригінальним співвідношенням сторін, що призводить до його розтягування по горизонталі в широкоекранному режимі.
Система кредитів з «Корупції» була включена в перші дві гри. Гравці могли заробляти кредити, виконуючи певні завдання, що дозволяло їм розблокувати ігрові предмети, такі як ілюстрації, музика, функція скріншотів, декоративні предмети для корабля Самуса в Corruption і костюм Fusion Suit в Prime, в якому останній був раніше розблокований за допомогою підключення гри Metroid Fusion для Game Boy Advance. Кредитами також можна було поділитися з зареєстрованими друзями Wii, які також мають копію Trilogy, через WiiConnect24, який використовував власний 16-значний номер Wii, а не окремий код друга. Дані збереження оригінальної версії гри Corruption не можуть бути перенесені у версію Trilogy. Компіляція також містить багатокористувацький режим з Echoes, який обмежений локальним мультиплеєром на чотирьох гравців і не передбачає мережевої гри. У відповідь на скарги гравців і критиків на високу складність деяких битв з босами в Echoes, складність цих сутичок було знижено. Ігри доступні через нове, уніфіковане меню запуску, яке також дозволяє незалежний доступ до багатокористувацького режиму Echoes, додаткового меню та інших налаштувань.